# Sofia Monza
Sofia Monza (Rho, 11 maggio 2002) è una pallavolista italiana, palleggiatrice della Futura Giovani.

## Carriera

### Club
Compie la trafila nel settore giovanile della Busto Arsizio (che nel 2017 cambia denominazione in UYBA) dalla formazione under 14 fino a disputare il campionato di Serie B2, contestualmente con quello di under 18, nella stagione 2018-19; nell'annata successiva si trasferisce alla formazione federale del Club Italia dove rimane per un biennio disputando il campionato di Serie A2.
Nella stagione 2021-22 fa ritorno all'UYBA con cui fa il proprio esordio in Serie A1. Dopo un altro biennio si trasferisce, per il campionato 2023-24, in un'altra compagine bustocca: la Futura Giovani, impegnata in Serie A2.

### Nazionale
Viene convocata in tutte le selezioni giovanili italiane; nel 2017 con la nazionale under 16 si aggiudica il campionato europeo coronato dal premio individuale come miglior palleggiatrice, mentre l'anno dopo la rassegna continentale le frutta insieme alla selezione under 17 la medaglia d'argento; dello stesso metallo è la medaglia ottenuta nel 2019 al campionato mondiale di categoria con la nazionale under 18. Nel 2021 si laurea invece campionessa del mondo alla rassegna iridata con la formazione under 20. Nel 2022 conquista il campionato europeo con la nazionale under 21.

## Palmarès

### Nazionale (competizioni minori)
- Campionato europeo under 16 2017
- Campionato europeo under 17 2018
- Campionato mondiale under 18 2019
- Campionato mondiale under 20 2021
- Campionato europeo under 21 2022

### Premi individuali
- 2017 - Campionato europeo under 16: Miglior palleggiatrice